# Архипович Микола Георгійович
Мико́ла Гео́ргійович Архипо́вич (6 грудня 1869, Радомишль, Київська губернія, Російська імперія — ?, Російська РФСР) — генерал-хорунжий Війська Української Держави, учасник боротьби за правду, свободу і соборне народовладдя під різними прапорами на сході Європи, на землях колишньої Російської імперії у 1917—1923 рр.

## Життєпис
Народився в родині священика. Дитячі роки пройшли в селі Озеряни Радомисльського повіту.
Витримав іспит на звання однорічника 2-го розряду при Володимирському Київському кадетському корпусі, у 1892 році закінчив військово-училищний курс Київського піхотного юнкерського училища. Служив у Санкт-Петербурзькому гренадерському полку (м. Варшава).
У 1898 році закінчив Миколаївську академію Генерального штабу за 1-м розрядом. Служив в Одеському військовому окрузі, У 1903–1905 рр. викладав у Тверському кавалерійському училищі. У 1905–1909 рр. — начальник штабу 12-ї піхотної дивізії. У 1909–1911 рр. викладав у Москві, в Олександрівському військовому училищі.
З 4 листопада 1911 року — начальник штабу 3-ї стрілецької бригади (м. Жмеринка), полковник. З 1914 року — командир 74-го піхотного Ставропольського полку. З 26 червня 1915 року — начальник штабу 39-го армійського корпусу. З грудня 1915 року — начальник 3-ї Заамурської прикордонної піхотної дивізії. З березня 1916 року — генерал-майор, командир бригади 3-ї Заамурської прикордонної піхотної дивізії. З 20 жовтня 1916 року — начальник 12-ї Сибірської стрілецької дивізії. За Першу світову війну був нагороджений орденами Святого Георгія IV ступеня (24 квітня 1915 року), Святого Георгія ІІІ ступеня (23 вересня 1916 року), Георгіївською зброєю (10 грудня 1915 року).
Восени 1917 року зголосився до розпорядження Українського Генерального Військового Комітету Центральної Ради та був членом комісії з організації військових шкіл при головній шкільній управі військ Центральної Ради. З 12 березня 1918 року — член державної комісії з організації української армії. 17 січня 1919 року відмовився обіймати командні посади у Дієвій армії УНР.
У вересні 1919 року був мобілізований до Збройних Сил Півдня Росії, перебував у резерві складу ЗСПР при штабі військ Київської, а згодом Новоросійської областей. Подальша доля невідома — після евакуації білих з Північного Кавказу у березні 1920 року до Криму Микола Архипович не прибув: або загинув, або залишився на території, зайнятій червоними.